# هنري بولتون
هنري بولتون (بالإنجليزية: Henry Bolton)‏ هو ضابط وضابط شرطة وسياسي بريطاني، ولد في 2 مارس 1963 في نيروبي في كينيا. حزبياً، نشط في حزب استقلال المملكة المتحدة (2014 – ) والديمقراطيون الليبراليون.

## وصلات خارجية
- الموقع الرسمي